# Yankee Hotel Foxtrot
Yankee Hotel Foxtrot è il quarto album della band alternative rock di Chicago dei Wilco, pubblicato nel 2002 per la Nonesuch Records.

## Il disco
Completato nel 2001, vide la sua data di uscita rimandata a causa del rifiuto della Reprise di distribuirlo. Prima di rompere il contratto con la casa discografica e passare alla Nonesuch, che avrebbe pubblicato l'album l'anno dopo, il gruppo decise di rendere il lavoro gratuitamente disponibile sul proprio sito Internet.
Inciso sotto la supervisione di Jim O'Rourke, che in studio vi contribuì anche come musicista, Yankee Hotel Foxtrot fu un successo sia di critica che commerciale, con oltre 500 000 copie vendute nei soli Stati Uniti. Fu il primo album di Wilco con il batterista Glenn Kotche e l'ultimo con il multi-strumentista Jay Bennett che nel 2009 sarebbe morto per un'overdose accidentale di ansiolitici.
L'album prende il titolo da un campionamento inserito sulla coda del brano Poor Places e tratto da Phonetic Alphabet – NATO, traccia di una raccolta dal titolo: The Conet Project. Nel sample in questione, una voce registrata da una numbers station ripete in sequenza: yankee hotel foxtrot, cioè i codici convenzionali per le lettere Y H F nell'Alfabeto fonetico NATO. La Irdial-Discs, etichetta indipendente titolare del copyright su The Conet Project e quindi sul frammento audio in questione, intentò ai Wilco una causa poi appianata tramite conciliazione extragiudiziale.

## Critica
Yankee Hotel Foxtrot fu molto apprezzato dalla critica; ad esempio, la rivista statunitense Rolling Stone lo ha collocato al terzo posto nella sua classifica dei 100 migliori album del decennio e alla posizione n° 493 in quella dei 500 migliori dischi di sempre.

## Tracce
Testi di Jeff Tweedy, musiche di Jeff Tweedy e Jay Bennett tranne dove indicato.
1. I Am Trying to Break Your Heart – 6:57 (musica: Tweedy)
2. Kamera – 3:29
3. Radio Cure – 5:08
4. War on War – 3:47
5. Jesus, Etc. – 3:50
6. Ashes of American Flags – 4:43
7. Heavy Metal Drummer – 3:08 (musica: Tweedy)
8. I'm the Man Who Loves You – 3:55
9. Pot Kettle Black – 4:00
10. Poor Places – 5:15
11. Reservations – 7:22 (musica: Tweedy)

## Formazione
Wilco
- Jeff Tweedy – strumenti vari, voce
- John Stirratt – strumenti vari
- Leroy Bach – strumenti vari
- Glenn Kotche – strumenti vari
- Jay Bennett – strumenti vari

Musicisti aggiunti
- Jim O'Rourke - chitarra, tastiere, produzione
- Ken Coomer - batteria, percussioni

## Classifiche
| Classifica (2021) | Posizione massima |
| ----------------- | ----------------- |
| Grecia            | 34                |